# Florida A&M Rattlers football
La squadra di football dei Florida A&M Rattlers rappresenta la Florida A&M University. I Rattlers competono nella Football Championship Subdivision (FCS) della National Collegiate Athletics Association (NCAA) e nella Southwestern Athletic Conference (SWAC). La squadra è allenata da James Colzie III. Gioca le sue gare interne al Bragg Memorial Stadium di Tallahassee, Florida, e la sua rivalità principale è con i Bethune–Cookman Wildcats. I Rattlers hanno vinto 16 titoli nazionali dei college afroamericani, 29 titoli della Southern Intercollegiate Athletic Conference (SIAC), 8 titoli della Mid-Eastern Athletic Conference, un titolo della SWAC e un campionato FCS nel 1978. Durante la stagione 2004, i Rattlers tentarono brevemente di salire nella Division I-A (ora nota come FBS) e diventare l'unica università storicamente afroamericana a competere nel massimo livello del college football ma il loro tentativo non andò a buon fine.

## Conference di appartenenza
- 1907–1925: Independente
- 1926–1978: Southern Intercollegiate Athletic Conference (SIAC)
- 1979–1983: Mid-Eastern Athletic Conference (MEAC)
- 1984–1985: Division I–AA Independente
- 1986–2003: Mid-Eastern Athletic Conference
- 2004: Division I–A Independente[3]
- 2005–2020: Mid-Eastern Athletic Conference
- 2021–presente: Southwestern Athletic Conference

## Membri della College Football Hall of Fame
Quattro membri di Florida A&M sono stati introdotti nella College Football Hall of Fame:
- Jake Gaither
- Willie Galimore
- Billy Joe
- Tyrone McGriff

## Giocatori NFL
Oltre 60 giocatori di Florida A&M hanno militato nel NFL, tra cui:
- Ray Alexander
- Gene Atkins
- Greg Coleman
- Al Denson
- Hewritt Dixon
- Glen Edwards
- Chad Fann
- Roger Finnie
- Derrick Gainer
- Willie Galimore
- Hubert Ginn
- Charles Goodrum
- Quinn Gray
- Bob Hayes
- Earl Holmes

- Henry Lawrence
- Herm Lee
- Frank Marion
- Willie McClung
- Terry Mickens
- Riley Morris
- Jamie Nails
- Nate Newton
- Carleton Oats
- Ken Riley
- Vernice Smith
- Wally Williams
- Robert Wilson
- Xavier Smith